# Ouratea floribunda
Ouratea floribunda är en tvåhjärtbladig växtart som först beskrevs av A. St.-hil., och fick sitt nu gällande namn av Adolf Engler. Ouratea floribunda ingår i släktet Ouratea och familjen Ochnaceae. Inga underarter finns listade i Catalogue of Life.

## Bildgalleri

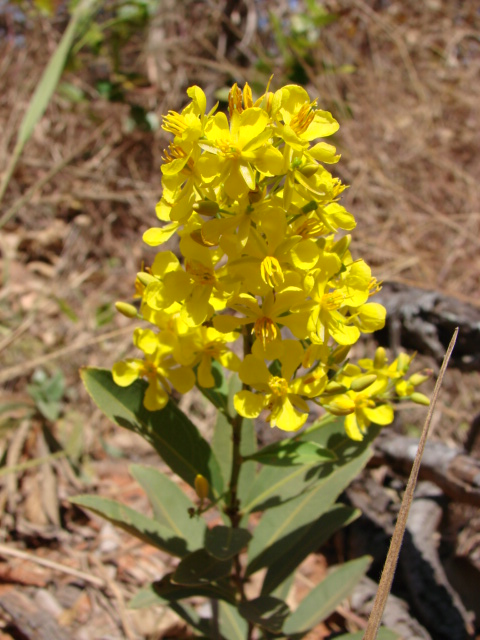